# リーボック・タイカン

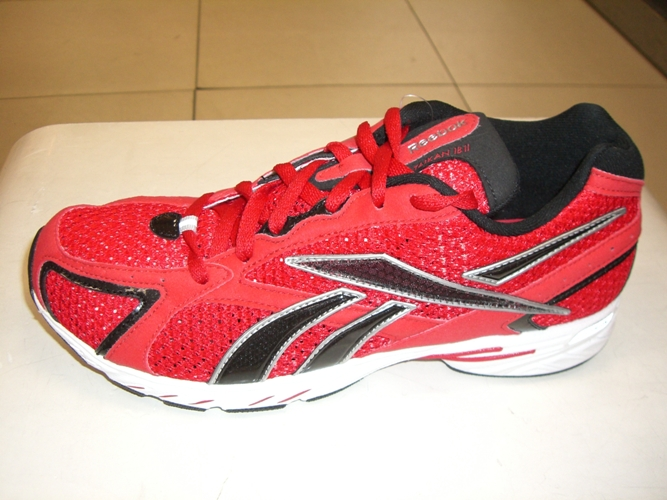
TAIKAN（2009）

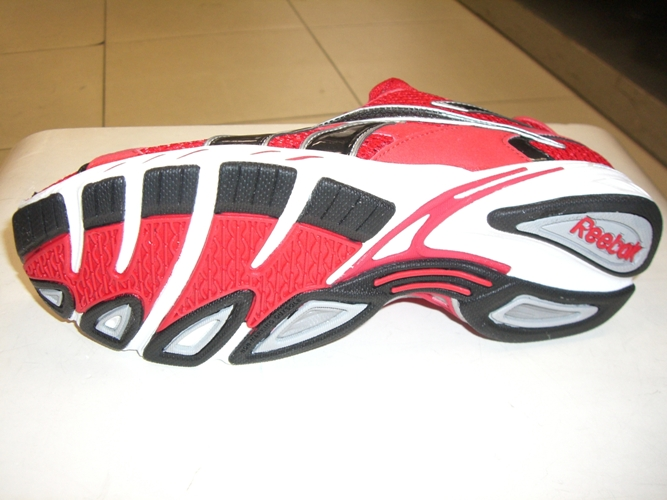
ソール部分

タイカン（TAIKAN）は、イギリス発祥のスポーツ用品ブランド「リーボック」が販売するランニングシューズ。2007年12月に販売を開始。

## 概要
日本陸上競技連盟女子長距離マラソン強化部長・金哲彦が推奨するランニング法「体幹ランニングをサポートするシューズ」というコンセプトのもとに開発された。スピードランナー向けの「KR」、ゆっくり走るのに適した「NK」、中間に位置する「IB」の3つのモデルから成り、シューズと走法のマスターで「地面からの反発力が利用できる」「脚の筋肉だけに負担が集中しないので足腰の故障が防げる」「体の筋肉をフル稼動できスピードアップする」「消費エネルギーが増えダイエットに効果的」という4つの効果のほかに、美しいランニングフォームが身につくとしている。
また、同社は2010年5月頃に発表・配信された動画には「ラヂオ体操第4」なるものも存在する。

## 関連情報
- リーボック
- 金哲彦